# 八兴站
八興站（韓語：팔흥역）是朝鮮民主主義人民共和國咸鏡南道水洞郡八興洞的一個鐵路車站，属于平罗线。

## 邻近车站
平罗线
屯田站 - 八興站 - 杻田站